# Jean Couiteas de Faucamberge
Jean-Raymond Couiteas de Faucamberge (nacido Couiteas; 24 de septiembre de 1901 - 24 de diciembre de 1963) fue un jugador de tenis de Francia. Compitió en la Copa Davis (International Lawn Tennis Challenge) en 1922 y 1924. Más tarde desarrolló una relación con la heredera estadounidense Gertrude Sanford Legendre.

## Biografía
Jean Couiteas fue hijo de Basilio Couiteas (1860-1928) y Alice de Faucamberge (1872-1965). Basilio Couiteas, originalmente de Esparta, Grecia, se estableció en Túnez en 1879, donde trabajó inicialmente en el comercio de cereales con su cuñado antes de hacer fortuna como director de una fábrica de tabaco y mediante el monopolio del control de impuestos en el sur de Túnez. También fue vicecónsul de Grecia en Sfax y se casó en 1897 con la hija del comandante de la guarnición de Kairouan.
En París,  se casó con Monique Boissière, hija de un industrial y gran propietario inmobiliario. Nacido como Jean-Raymond Couiteas, solicitó el  (anuncio en el Journal officiel) agregar a su nombre el de Faucamberge.
Jean Couiteas, ingeniero químico, fue director de una empresa hidroeléctrica llamada "La Valentinoise" y también de varias empresas de explotación de redes eléctricas en el sur de Francia y los Pirineos. Además, fue piloto civil y poseía un avión Farman F.192 con base en el aeropuerto de París-Le Bourget. Fue nombrado Caballero de la Legión de Honor en 1937 por sus servicios en la aviación.
En 1956, se dice que facilitó la conexión entre Shimon Peres y Francia para la compra de armas por parte de Israel. Coleccionista de arte, estuvo vinculado a la familia de la fundición Hébrard.

## Carrera deportiva
Jean Couiteas de Faucamberge fue seleccionado para el equipo de Francia de la Copa Davis en 1922 y 1924. Logró dos victorias en individuales contra el equipo de Irlanda, junto a René Lacoste y Jacques Brugnon. Sin embargo, sufrió una derrota en individuales frente al equipo de Dinamarca, donde Henri Cochet y Jean Borotra fueron sus compañeros de equipo.
En 1921, participó en los Campeonatos Mundiales de Tenis sobre Tierra Batida en Saint-Cloud, siendo eliminado en la segunda ronda por A. Wallis Myers. Ese mismo año, alcanzó las semifinales de la Copa Albert Canet, perdiendo contra André Gobert (7-5, 6-1) después de haber eliminado a René Lacoste (3-6, 6-2, 9-7) en la primera ronda y a Paul Féret (6-1, 6-3) en los cuartos de final.
Fue finalista en dobles masculinos en el Campeonato de Francia de Tenis de 1922 junto a André Gobert, perdiendo la final ante la pareja Jacques Brugnon - Marcel Dupont. Ganó el Campeonato Internacional de Suiza en Saint Moritz al vencer en la final a Léonce Aslangul y también ganó el dobles mixto asociado a Germaine Golding. Ese mismo año, llegó a la final de la Copa Albert Canet, perdiendo ante Dupont después de vencer a Antoine Gentien, Léonce Aslangul y Pierre Albarran.
En 1923, alcanzó los cuartos de final en los Campeonatos Mundiales de Tenis en Pista Cubierta en Barcelona, perdiendo ante Nicolae Misu (2-6, 6-2, 6-1, 6-0). En esos mismos campeonatos, ganó el título en dobles con Henri Cochet, derrotando a la pareja danesa Erik Tegner-Leif Rovsing (6-1, 6-2, 7-5).
Participó en el Campeonato de Francia de Tenis de 1924, donde fue eliminado en la segunda ronda por René Lacoste (6-2, 6-2, 6-2). En el torneo de repesca para la clasificación a Wimbledon, fue derrotado por Henri Cochet en cinco sets (2-6, 9-11, 6-3, 6-4, 10-8). Sin embargo, llegó a la final de dobles mixtos asociado a Germaine Golding, perdiendo ante Marguerite Billout - Jean Borotra (6-2, 8-6).
En 1925, perdió en la final en Evian-les-Bains ante Henri Cochet (6-1, 6-2, 13-11) y volvió a llegar a la final de la Copa Albert Canet, donde cayó en cinco sets ante Jean Borotra (2-6, 6-3, 10-8, 4-6, 6-0). En 1926, ganó el título individual en Evian-les-Bains contra Roger George (6-2, 6-0, 6-2) y también el dobles mixto con Mlle Cochet, hermana de Henri Cochet. Ese mismo año, ganó los Campeonatos Internacionales de Francia de Tenis en Sala contra Jean Rebois y también el dobles mixto con Jeanne Vaussard frente a la pareja Christian Boussus - Simone Amaury.
Participó en los Internationaux de France de 1930 pero se retiró en la tercera ronda frente a Henri Cochet.

## Palmarés

### Títulos en individuales
- 1921: La Bourboule contra J.M Barbas (8-6, 6-4, 6-2).
- 1922: St. Moritz Suvretta contra Sune Malmström (6-2, 6-2, 6-4).
- 1922: Campeonatos de East Switzerland contra William Läsch (6-1, 6-2, 6-3).
- 1922: Campeonatos de French Switzerland contra Augustos Zerlendis (6-2, 3-6, 8-6, 6-4).
- 1922: Campeonatos Internacionales de Suiza contra Léonce Aslangul (6-4, 7-5, 6-4).
- 1924: Soissons contra Henry Mayes (6-3, 7-5, 1-6, 2-6, 6-2).
- 1925: Rouen contra A. Persin (6-3, abandono).
- 1926: Internationaux de France de tennis en salle (Campeonatos Franceses en Pista Cubierta) contra Jean Rebois (6-3, 6-0, 6-4).
- 1926: Evian-les-Bains contra Roger George (6-2, 6-0, 6-2).

### Finales en individuales
- 1922: La Varenne contra Max Decugis (6-4, 4-6, 6-3).
- 1922: Coupe Albert Canet contra Marcel Dupont (6-4, 6-4, 6-4).
- 1922: Geneva International Championships contra Léonce Aslangul (6-4, 6-3, 6-1).
- 1925: Coupe Albert Canet contra Jean Borotra (2-6, 6-3, 10-8, 4-6, 6-0).
- 1925: Evian-les-Bains contra Henri Cochet (6-1, 6-2, 13-11).
- 1925: Lyon Covered Court Championships contra Henri Cochet (6-4, 6-4, 6-4).
- 1928: Mazamet contra Louis Géraud (6-0, 6-2, 6-3).

## Finales de la ILTF

### Dobles (1)
| Resultado | Año  | Campeonato                           | Superficie | Compañero    | Oponentes                | Resultado     |
| --------- | ---- | ------------------------------------ | ---------- | ------------ | ------------------------ | ------------- |
| Victoria  | 1923 | Campeonato Mundial de Pista Cubierta | Madera     | Henri Cochet | Leif Rovsing Erik Tegner | 6–1, 6–1, 7–5 |